# Nimbacinus
Nimbacinus is een geslacht van buidelwolven die in het Oligoceen en Mioceen op het Australische continent leefden. 

## Soorten
Het geslacht Nimbacinus omvat drie soorten. Ze hadden het formaat van een grote gevlekte buidelmarter tot dat van een kleine vos.
- Nimbacinus dicksoni leefde in het Vroeg-Mioceen en het is een van de best bekende fossiele buidelwolven. Fossielen van deze soort zijn gevonden in Riversleigh in Queensland.
- Nimbacinus peterbridgei leefde in het Laat-Oligoceen met fossiele vondsten in Riversleigh. Deze soort was de kleinste uit het geslacht.
- Nimbacinus richi leefde in het Midden-Mioceen. Fossielen van deze soort zijn gevonden bij Bullock Creek in het Noordelijk Territorium.